# Charles Aránguiz
Charles Mariano Aránguiz Sandoval (phát âm tiếng Tây Ban Nha:  [ˈtʃaɾles aˈɾaŋɡis]; sinh ngày 17 tháng 4 năm 1989) là một cầu thủ bóng đá chuyên nghiệp người Chile, chơi ở vị trí tiền vệ cho câu lạc bộ Brazil Internacional và đội tuyển bóng đá quốc gia Chile.
Ở câu lạc bộ cũ là Universidad de Chile, Aránguiz được coi là một trong những tiền vệ hay nhất ở Chile Primera División, với nhãn quan chiến thuật tốt, thể lực ấn tượng và khả năng chơi bóng thông minh, khả năng tạo ra cơ hội và chuyền bóng. Anh ấy có thể chơi như một tiền vệ phòng ngự, tiền vệ trung tâm hoặc thậm chí là một tiền vệ cánh phải. Anh được trang web chính thức của FIFA mô tả là "một tiền vệ hổ báo, tiểu xảo, có thứ tự cao nhất, đáng chú ý vì khả năng tranh chấp và phân phối bóng, chọn ra những đường chuyền và sút vào lưới".

## Thống kê sự nghiệp

### Quốc tế
| Chile     | Chile | Chile |
| Năm       | Trận  | Bàn   |
| --------- | ----- | ----- |
| 2009      | 1     | 0     |
| 2010      | 3     | 0     |
| 2011      | 2     | 0     |
| 2012      | 6     | 2     |
| 2013      | 6     | 0     |
| 2014      | 13    | 2     |
| 2015      | 9     | 2     |
| 2016      | 13    | 1     |
| 2017      | 12    | 0     |
| 2018      | 2     | 0     |
| 2019      | 11    | 0     |
| 2020      | 2     | 0     |
| 2021      | 12    | 0     |
| 2022      | 5     | 0     |
| Tổng cộng | 97    | 7     |

### Bàn thắng quốc tế
Bàn thắng và kết quả của Chile được để trước.
| #  | Ngày                 | Địa điểm                                                        | Đối thủ     | Bàn thắng | Kết quả | Giải đấu                      |
| -- | -------------------- | --------------------------------------------------------------- | ----------- | --------- | ------- | ----------------------------- |
| 1. | 2 tháng 6 năm 2012   | Sân vận động Hernando Siles, La Paz, Bolivia                    | Bolivia     | 1–0       | 2–0     | Vòng loại FIFA World Cup 2014 |
| 2. | 9 tháng 6 năm 2012   | Sân vận động José Antonio Anzoátegui, Puerto La Cruz, Venezuela | Venezuela   | 2–0       | 2–0     | Vòng loại FIFA World Cup 2014 |
| 3. | 18 tháng 6 năm 2014  | Sân vận động Maracanã, Rio de Janeiro, Brasil                   | Tây Ban Nha | 2–0       | 2–0     | FIFA World Cup 2014           |
| 4. | 14 tháng 10 năm 2014 | Sân vận động Francisco Sánchez Rumoroso, Coquimbo, Chile        | Bolivia     | 1–1       | 2–2     | Giao hữu                      |
| 5. | 19 tháng 6 năm 2015  | Sân vận động quốc gia Chile, Santiago, Chile                    | Bolivia     | 1–0       | 5–0     | Copa América 2015             |
| 6. | 19 tháng 6 năm 2015  | Sân vận động quốc gia Chile, Santiago, Chile                    | Bolivia     | 3–0       | 5–0     | Copa América 2015             |
| 7. | 22 tháng 6 năm 2016  | Soldier Field, Chicago, Hoa Kỳ                                  | Colombia    | 1–0       | 2–0     | Copa América Centenario       |